# Óscar Oxley
Óscar Oxley (1914 - 2001) fue un futbolista peruano. Jugaba de arquero y la mayor parte de su carrera la hizo en Sport Boys de la Primera División del Perú.

## Trayectoria
Se inició en Sport Boys y con este club fue campeón del torneo de Primera División de 1935 alternando en el arco con Víctor Marchena. En el campeonato de 1937 fue nuevamente campeón con el cuadro rosado.

## Clubes
| Club       | País | Año         |
| ---------- | ---- | ----------- |
| Sport Boys | Perú | 1930 - 1933 |
| Sucre FBC  | Perú | 1934        |
| Sport Boys | Perú | 1935 - 1941 |

## Palmarés

### Títulos nacionales
| Título           | Club       | País | Año  |
| ---------------- | ---------- | ---- | ---- |
| Primera División | Sport Boys | Perú | 1935 |
| Primera División | Sport Boys | Perú | 1937 |